# کواترو (شبکه تلویزیونی)
کواترو (اسپانیایی: Cuatro‎) نام یک شبکه تلویزیونی سرتاسری در کشور اسپانیاست. در زبان اسپانیایی، کواترو به معنی «۴» است.
این شبکه از زیرمجموعه‌های مدیاست اسپانیا است و از سال ۲۰۰۵ میلادی، آغاز به‌کار کرده است.